# Schausiella janeira
Schausiella janeira is een vlinder uit de familie nachtpauwogen (Saturniidae), onderfamilie Ceratocampinae.
De wetenschappelijke naam van de soort is voor het eerst geldig gepubliceerd door Schaus in 1892.